# Tượng đài Frédéric Chopin, Warszawa

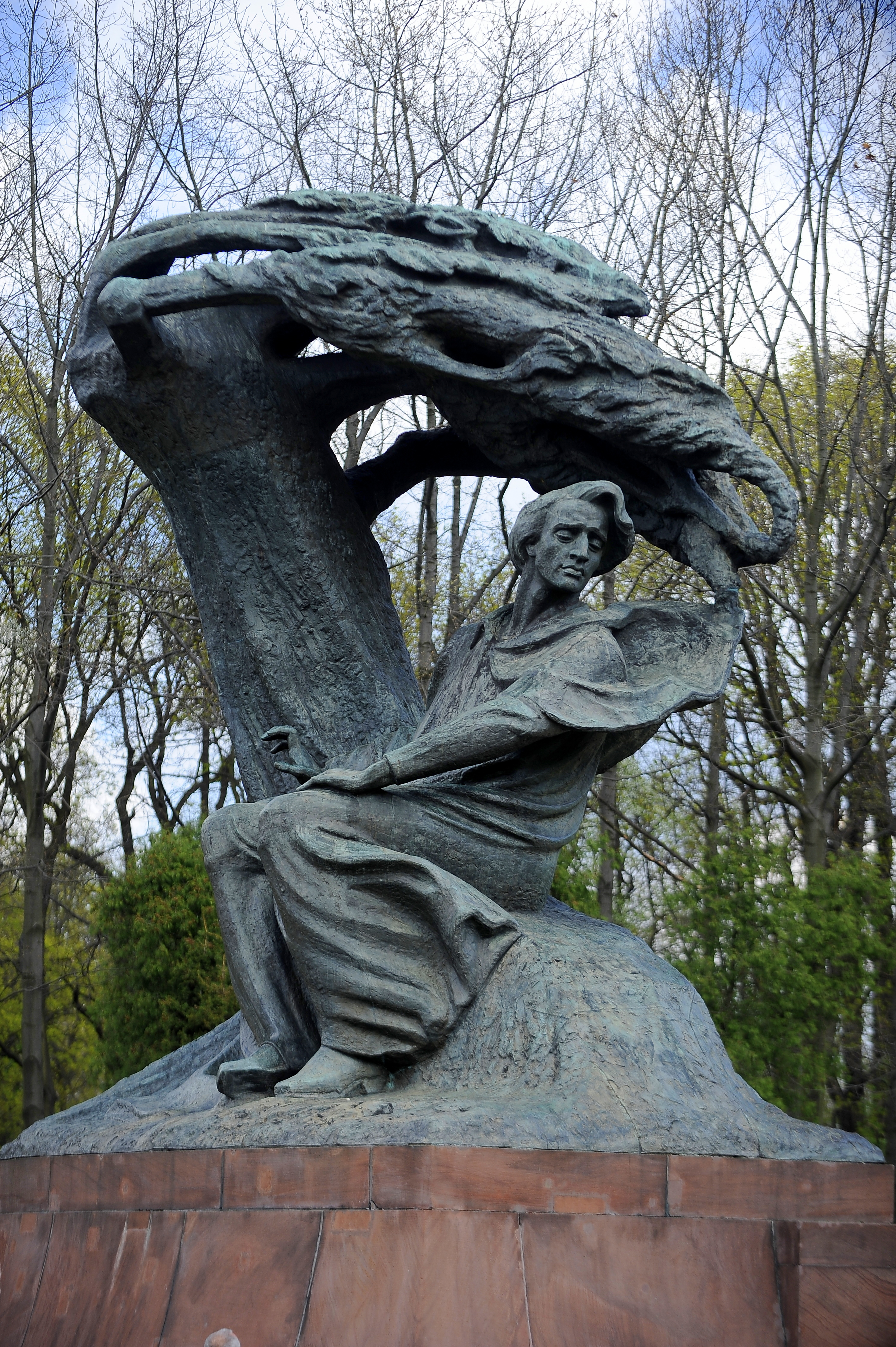
Đài tưởng niệm Frédéric Chopin, Warsaw (2010)

Đài tưởng niệm Frédéric Chopin ở Warsaw (tiếng Ba Lan: Pomnik Fryderyka Chopina w Warszawie) là một trong những tượng đài nổi tiếng, khắc họa nghệ sĩ piano và nhà soạn nhạc huyền thoại người Ba Lan Frédéric Chopin (1810–1849). Tượng đài này tọa lạc tại công viên Łazienki Królewskie ở Warsaw.

## Lược sử hình thành
Năm 1907, Đài tưởng niệm Frédéric Chopin ở Warsaw được nhà điêu khắc Wacław Szymanowski thiết kế để hướng tới kỷ niệm 100 năm ngày sinh nhà soạn nhạc nổi tiếng Frédéric Chopin (sinh năm 1810). Tuy nhiên, việc thực hiện bị trì hoãn do những tranh cãi liên quan đến vấn đề thiết kế và do sự bùng nổ Thế Chiến thứ nhất.
Năm 1926, Đài tưởng niệm được hoàn thành.
Ngày 31 tháng 5 năm 1940, Đài tưởng niệm bị Đức quốc xã cho nổ tung trong Thế Chiến thứ hai. Đài tưởng niệm Frédéric Chopin (và Đài tưởng niệm Ignacy Mościcki ở Warsaw) trở thành một trong những tượng đài đầu tiên bị phá huỷ trong thời gian Đức quốc xã chiếm đóng Warsaw.
Sau khi chiến tranh kết thúc, vào năm 1958, Đài tưởng niệm Frédéric Chopin được xây dựng lại dựa theo thiết kế của kiến trúc sư Oskar Sosnowski.
Từ năm 1959, vào mỗi Chủ nhật hàng tuần từ tháng 5 đến tháng 9, các buổi hòa nhạc miễn phí trình diễn các sáng tác của Frédéric Chopin được tổ chức xung quanh Tượng đài.
Năm 2020, do ảnh hưởng từ đại dịch COVID-19, các buổi hòa nhạc được phát sóng trên Internet.

## Ảnh

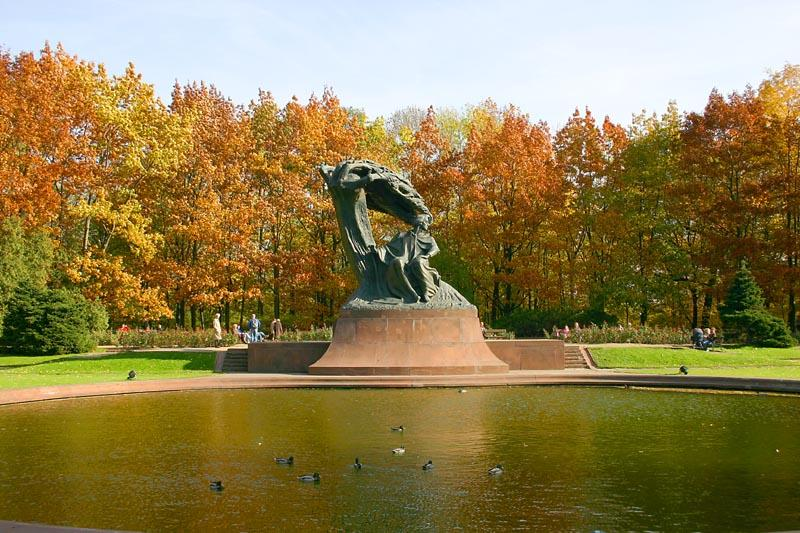
Toàn cảnh
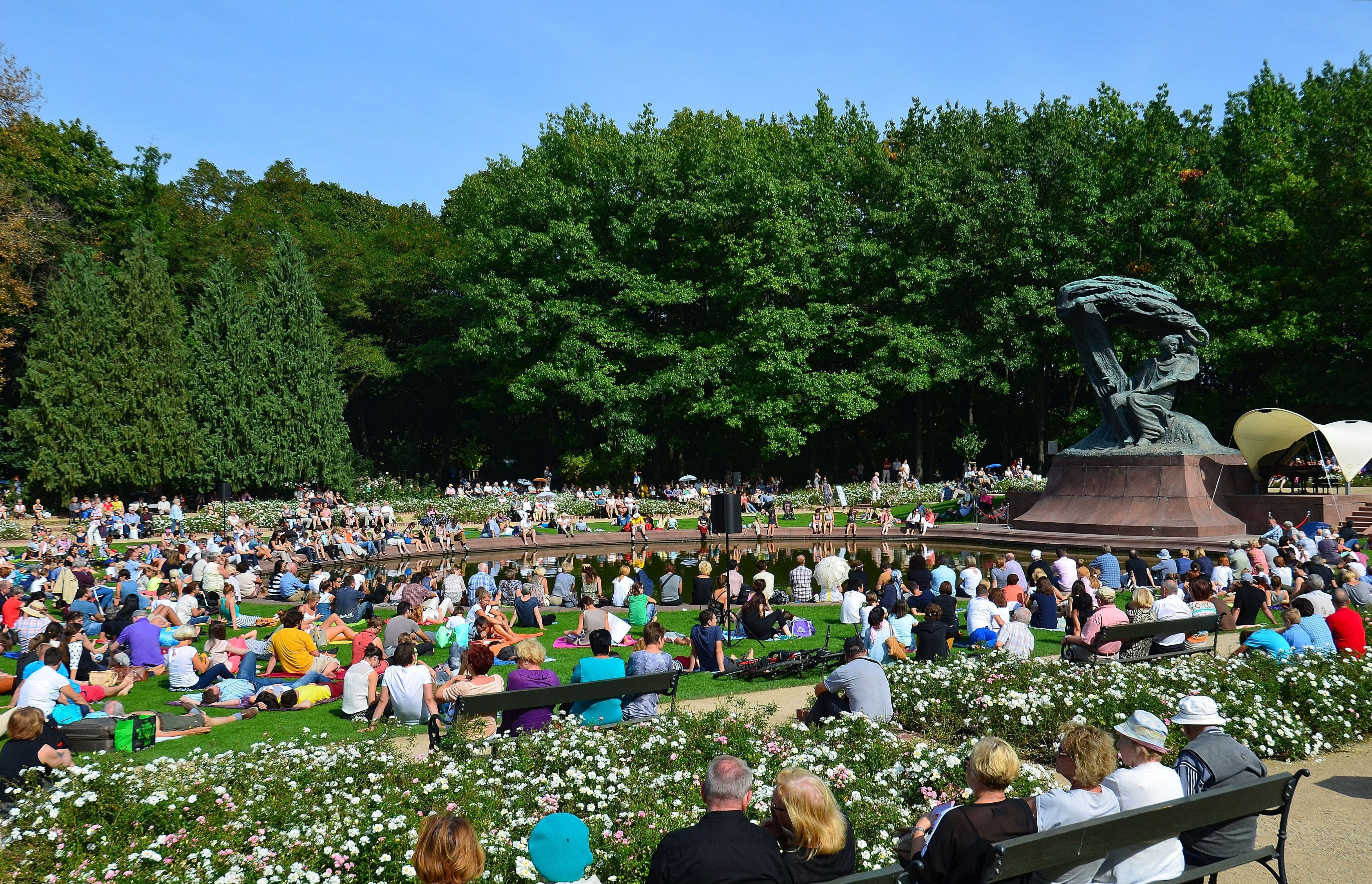
Buổi hòa nhạc tại Tượng đài Frédéric Chopin, Warsaw (2014)
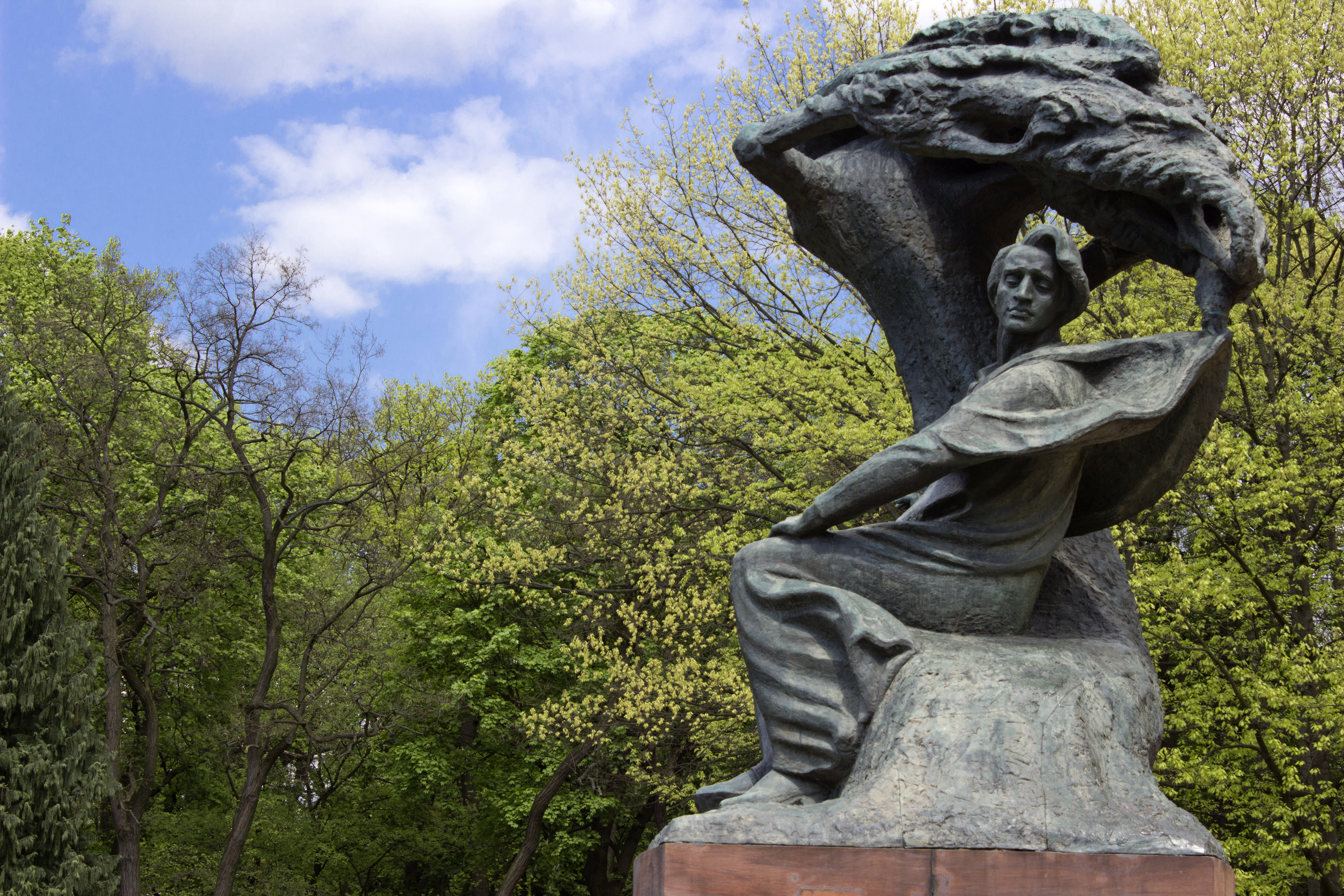
Tượng đài Frédéric Chopin, Warsaw (2015)
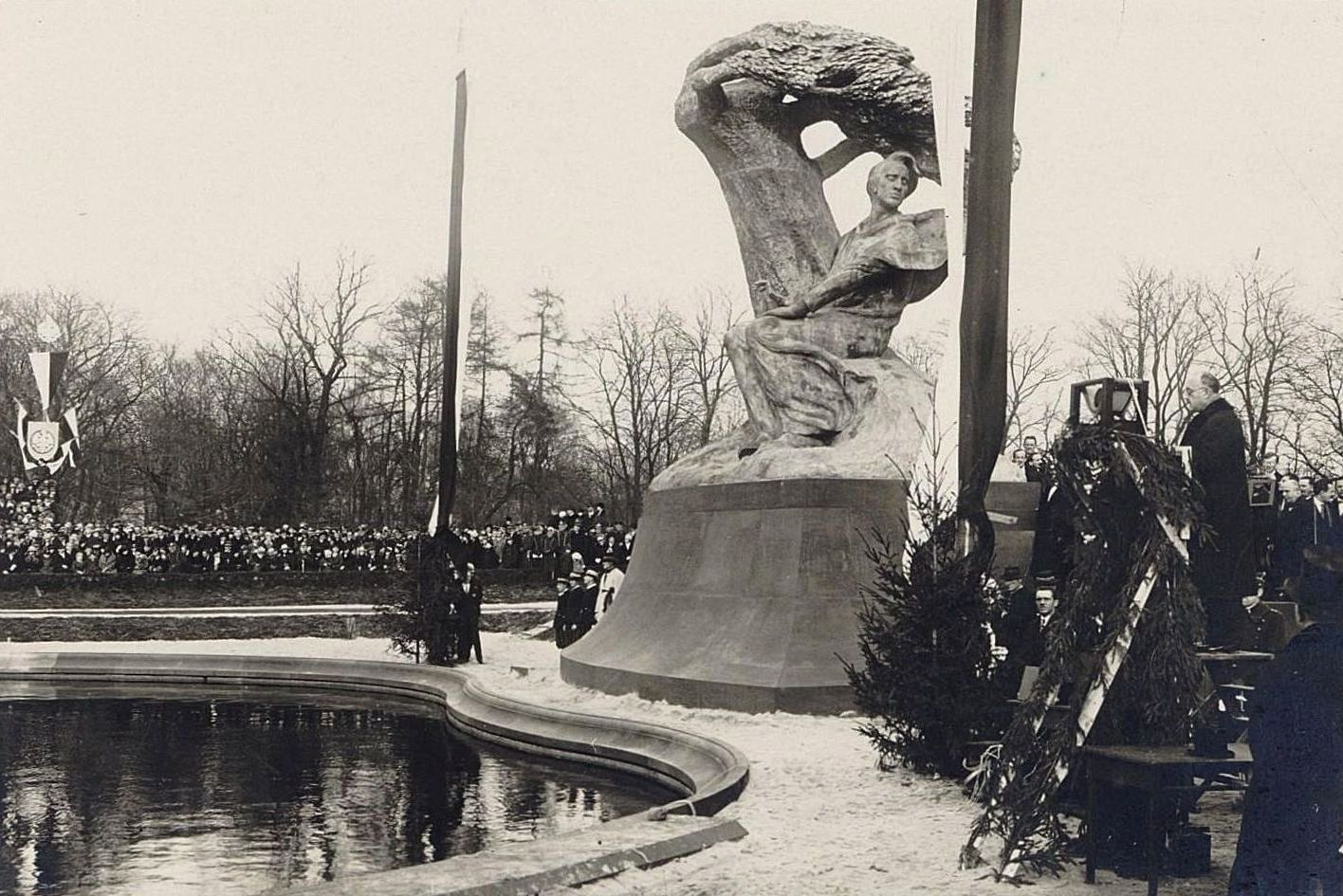
Buổi khánh thành năm 1926